# Équitaxe

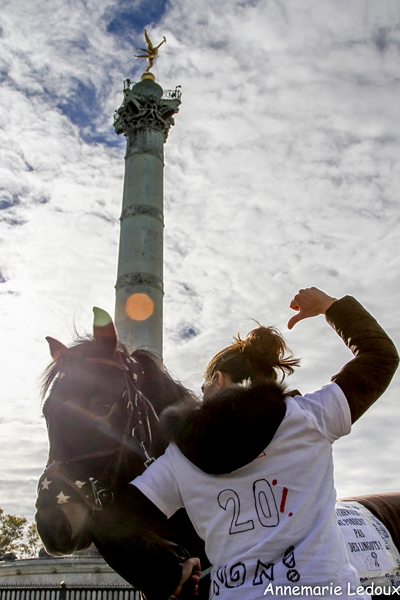
Manifestation contre l'équitaxe le 11 novembre 2013 à Paris.

Pour un article plus général, voir Équitation en France.
Vous lisez un « bon article » labellisé en 2015.
Équitaxe ou Équi-taxe  est l'expression désignant la tentative de passage des activités équestres en France d'un taux de TVA réduit au taux normal, soit de 7 à 20 %. L'Union européenne et la France sont en conflit, ce pays appliquant des taux de TVA réduits à plusieurs activités équestres depuis 2004. La TVA sur la vente de chevaux est amenée au taux normal en janvier 2013. Le passage de toute la filière équestre au taux normal de TVA est proposé par le deuxième gouvernement de Jean-Marc Ayrault fin 2013. L'amendement est voté à l'Assemblée nationale dans la nuit du 22 octobre, puis publié au Journal officiel de la République française le 13 novembre, avec mise en application prévue pour janvier 2014 sous l'autorité du ministre de l'Agriculture, de l'Agroalimentaire et de la Forêt Stéphane Le Foll et du ministre délégué au Budget, Bernard Cazeneuve.
Le gouvernement déclare être forcé d'appliquer cette mesure par l'U.E, et ne la soutient pas, tout comme un grand nombre d'élus de tous bords politiques. Une centaine de députés européens estime que l'équitation relève d'une exception culturelle française et de l'utilisation d'installations sportives, et peut continuer à bénéficier d'un taux réduit. L'annonce de ce futur relèvement de TVA suscite de vives réactions de la communauté cavalière et des professionnels du cheval en France. Ils manifestent dans la plupart des grandes villes, notamment à Paris le 24 novembre, avec des poneys. Ils réclament l'abrogation du décret, soutenus par leurs institutions officielles. La Fédération nationale du cheval (FNC) et la Fédération française d'équitation (FFE) mènent un lobbying actif. Une délégation française se rend à Bruxelles le 13 décembre, mais la Commission européenne fait savoir qu'un taux réduit global sur les activités équestres n'est pas possible. Le 1er janvier 2014, la TVA du secteur équestre passe au taux normal. Après différentes négociations européennes, le 31 janvier 2014, des exceptions de TVA à taux réduit sont créées pour le secteur sportif, notamment l'utilisation des bâtiments des centres équestres.
Des critiques visent l'aspect corporatiste des manifestations anti-équitaxe, notamment la volonté qu'ont les professionnels du cheval de conserver leurs « privilèges » dans un contexte économique difficile. Un an après la mise en place de l'équitaxe aménagée, en janvier 2015, le secteur équestre français est en récession. Une diminution du nombre de licenciés, d'élevages, et une augmentation des abandons de chevaux sont constatés. Si la TVA est invoquée pour l'expliquer, d'autres facteurs entrent en compte, en particulier la réforme des rythmes scolaires.
Le 26 octobre 2023, Bruno Le Maire, ministre de l'éconnomie français, annonce que le taux de TVA sur les activités des centres équestres revient à 5,5 % à partir du 1er janvier 2024.

## Nom et symboles

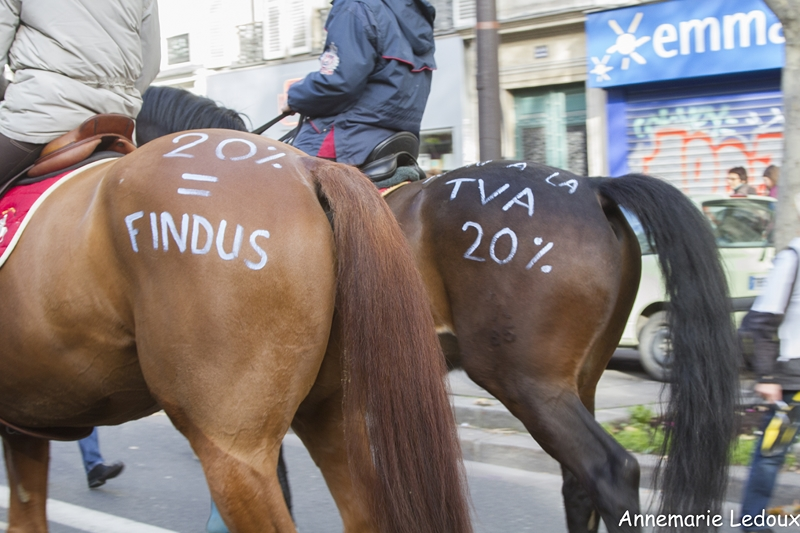
Cavaliers lors de la manifestation anti-équitaxe du 11 novembre à Paris.

Le nom « équitaxe » n'est pas officiel. Il a été adopté spontanément par la communauté cavalière et les journalistes. Ce nom est choisi par analogie avec la taxe poids lourds, surnommée « écotaxe », qui soulève des polémiques à la même époque (et touche par ailleurs les professionnels du monde du cheval lors du transport de leurs équidés). Le collectif de « La Horde française » adopte pour logo un cheval coiffé d'un bonnet rouge en référence au mouvement breton des Bonnets rouges, opposé à l'écotaxe. Certains dirigeants de centres équestres, notamment en Loire-Atlantique, ont choisi ce symbole pour en coiffer leurs poneys,. D'autres manifestants, entre autres à Périgueux, coiffent des bombes rouges.

## Contexte
Plusieurs journalistes étrangers, dont Kim Willsher pour The Guardian, voient dans les manifestations contre l'équitaxe l'un des symptômes d'une vague de protestations françaises contre la pression fiscale, partie de Bretagne avec le mouvement des Bonnets rouges,,.
Les manifestations contre l'équitaxe ne sont pas les seules concernant la France sur la fin de l'année 2013 ; en plus du mouvement des Bonnets rouges, les professeurs de classe préparatoire aux grandes écoles, les directeurs d'écoles et certains artisans et commerçants (la campagne des « Sacrifiés ») s'élèvent contre les taxes, leur charge de travail, ou encore le montant de leurs salaires, jugé trop faible. Le mouvement contre l'augmentation de la TVA pour les centres équestres s'inscrit dans un contexte où les revendications se détachent des partis politiques et des syndicats, avec notamment l'utilisation des réseaux sociaux. Le taux de TVA en France passant de 19,6 à 20 % avec des relèvements dans certains secteurs d'activité, la majorité politique redoutait une fronde fiscale pour le 1er janvier 2014.
Interrogé sur France 3 concernant l'équitaxe, David Boéri évoque la situation très particulière de l'équitation en France, qui contrairement aux autres sports n'est pas enseignée en majorité par des associations, mais par de petites entreprises privées. Le basculement des centres équestres en statut associatif leur interdirait tout bénéfice commercial. Ces centres équestres privés s'autofinancent et ne sont pas subventionnés. D'après le spécialiste du droit maître Nicolas Masson, ils margent à environ 5 % en 2013. Le porte-parole du collectif « L'équitation en péril » estime cette marge à 7 %.

## Historique

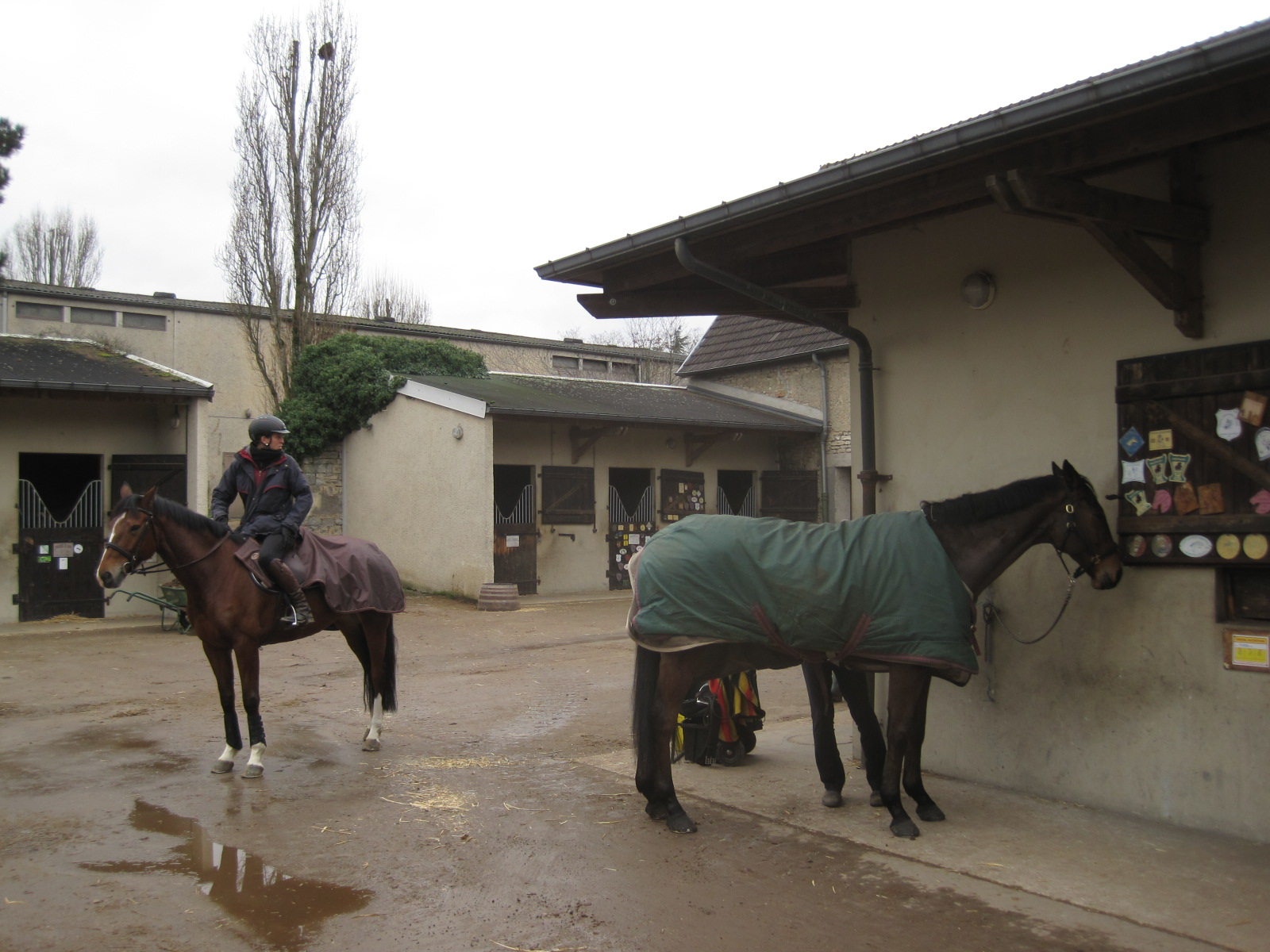
Les centres équestres sont particulièrement concernés par l'équitaxe

La mise en place de l'« équitaxe » est la conséquence d'un long conflit entre le gouvernement français et l'Union européenne, concernant la filière équestre. D'après le président de la fédération française d'équitation, l'enseignement de l'équitation en France représente une exception européenne : ce loisir sportif s'y est fortement démocratisé en prenant place parmi les sports-loisirs de masse, à l'inverse des autres pays européens où l'équitation est plus traditionnelle ou élitiste. Dans les années 1980, l'équitation restait militaire et réservée à une minorité. Des initiatives privées permettent la création de centres équestres dont l'activité relève à la fois de l'agriculture, du sport et du commercial. En 2005, ils obtiennent un statut d'agriculteurs. Entre 2005 et 2011, d'après le Groupement hippique national, mille emplois se créent annuellement dans le secteur équestre grâce à la mise en place d'une TVA réduite. L'élevage des chevaux de course ou de sport bénéficie alors d'un abattement coûtant 2 millions d'€ de recettes à l'État, ce qui l'apparente à une niche fiscale,. Cet avantage est supprimé en 2011.
L'Union Européenne s'appuie sur la base juridique constituée des articles 96 à 99 de la directive TVA. Elle demande que toutes les activités équestres soient au taux normal de TVA, à l'exception de celles qui s'appliquent à la consommation humaine de viande de cheval. La France n'est pas le seul pays concerné, puisque l'Allemagne, les Pays-Bas et l'Irlande ont également été rappelés à l'ordre par l'UE concernant leurs filières équestres. L'Autriche, l'Italie, le Luxembourg et la République tchèque ont, comme les pays précédents, changé leurs règles fiscales concernant les chevaux pour se mettre en conformité avec la législation européenne.
Le 8 mars 2012, quelques mois après les Pays-Bas, la France est condamnée à une amende par la cour de justice de l'union européenne (CJUE) en raison de la fiscalité réduite qu'elle applique aux ventes d'équidés destinés au sport ou aux loisirs,. Le gouvernement annonce qu'un retour au taux de TVA normal sur les transactions d'équidés doit être appliqué à la demande de la commission européenne de Bruxelles, ce qui entraîne un premier mouvement de protestation, la « Campagne des Insurgés », ainsi qu'une inquiétude du monde équestre dès décembre 2012. Dans le secteur du sport hippique, Jérôme Cahuzac étudie le dossier des petits propriétaires. Une baisse de 1 500 chevaux de course à l'entraînement est attendue.
En janvier 2013, le taux de TVA est relevé au taux normal sur les transactions d'équidés et les gains en sport hippique, mais les activités équestres (notamment celles des centres équestres) restent à taux réduit, celui-ci passant de 5,5 à 7 %. En août 2013, le gouvernement français fait savoir que ce taux sera relevé de trois points pour passer au niveau intermédiaire (soit 10 %) en janvier 2014.
| Date              | Événement |
| ----------------- | --- |
| 1er janvier 2005  | La France reconnaît toutes les activités équestres et hippiques (hormis celles du spectacle) comme relevant du domaine agricole, ce qui permet de leur appliquer une TVA réduite à 5,5 %.                       |
| 27 octobre 2007   | La France est informée par la commission européenne que l’application d’un taux de TVA réduit aux opérations relatives aux chevaux non-destinés à la consommation ou aux services agricoles n’est pas possible. |
| 22 janvier 2008   | La France répond que le cheval est un animal agricole, qui peut être utilisé dans la préparation de denrées alimentaires.                                                                                       |
| 19 février 2008   | La France maintient le taux de TVA réduit sur les transactions d'équidés. La commission européenne saisit la cour de justice. L’Irlande soutient la France face à cette procédure.                              |
| 1er décembre 2008 | La France reçoit un avis pour manquement de la commission européenne, et a deux mois pour se mettre en conformité avec la fiscalité européenne.                                                                 |
| 16 décembre 2010  | La commission européenne engage la procédure pour manquement. |
| 8 mars 2012       | La France est condamnée par la cour de justice de l'union européenne |
| 22 juin 2012      | La commission européenne demande à la France d'appliquer un taux de TVA plein aux ventes d'équidés et aux leçons d'équitation.                                                                                  |
| 1er janvier 2013  | Les transactions d'équidés passent à taux plein de TVA en France, les leçons d'équitation et les pensions / demi pensions passent d'un taux de 5,5 % à un taux de 7 %.                                          |

## Mise en place et aménagements

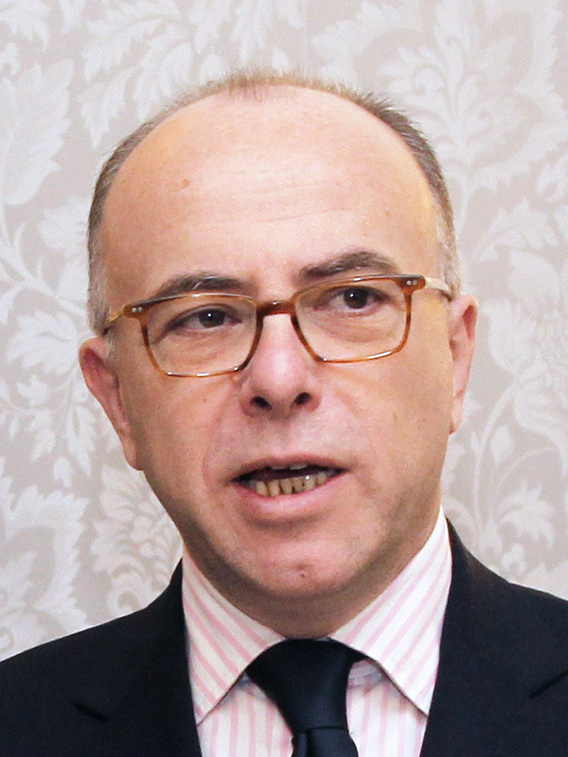
Le ministre du budget Bernard Cazeneuve (PS) a proposé l'équitaxe à l'Assemblée nationale.

Alors que les centres équestres devaient avoir théoriquement un an de plus pour rejoindre le taux de TVA normal, le 22 octobre 2013, un amendement est proposé à l'Assemblée nationale par Bernard Cazeneuve pour relever la TVA applicable au secteur équestre de 13 points à partir de janvier 2014, soit de 7 à 20 %. Le vote passe avec quelques députés présents, à 5 heures du matin, malgré les avis contraires des deux députés Hervé Mariton (UMP) et Charles de Courson (UDI),. Cet amendement, surnommé « équitaxe », suscite des réactions de la communauté cavalière et des représentants officiels de la filière, qui redoutent suppressions d'emplois, fermetures de centres équestres et mise de chevaux au rebut.

### Publication du décret et annonce du «fonds cheval»
Le 13 novembre 2013, malgré les premières manifestations, le gouvernement publie le décret officiel abrogeant la TVA réduite sur les activités équestres,. Pierre Moscovici annonce le même jour des aménagements, notamment la possibilité que les contrats conclus avant le 31 décembre 2013 puissent continuer jusqu'au même taux de TVA jusqu'à leur terme. Il propose la création d'un « fonds cheval » pour aider les professionnels, particulièrement les centres équestres, à absorber cette hausse de la TVA,. Il estime aussi que le crédit d'impôt pour la compétitivité et l'emploi (CICE), dont ils bénéficient déjà, permettra d'en compenser l'effet. Le lendemain, malgré une opération de blocage à Vincennes par des cavaliers en colère, il déclare sur RTL que le gouvernement ne reviendra pas sur la hausse de la TVA dans les secteurs concernés pour janvier 2014.

### Remise en cause de l'injonction européenne
Si le gouvernement de Jean-Marc Ayrault annonce que ce passage de TVA à 20 % est nécessaire pour éviter une nouvelle condamnation européenne, cet avis n'est pas partagé par tous les politiques. Une centaine de députés européens (parmi lesquels l'ancienne ministre des sports Chantal Jouanno et le sénateur écologiste Jean-Vincent Placé) font parvenir une lettre au premier ministre Jean-Marc Ayrault le 15 novembre, estimant que des mesures pourraient être prises au niveau européen pour éviter cette hausse,. La député Sophie Auconie avait reçu une réponse de la commission européenne sur le droit d'utilisation d'installations sportives, y compris équestres, qui est éligible au taux réduit de TVA. Il s’agit des points 13 et 14 de l’Annexe III de la Directive européenne en vigueur (2006). Ce droit européen a été rappelé par M. Šemeta le 25 octobre 2011.
Plusieurs collectifs équestres et des spécialistes du droit équin, en particulier « l'Équitation en péril », estiment que le gouvernement n'est pas sous la menace d'une condamnation européenne imminente pour manquement sur manquement, et que le conflit ne portait que sur les transactions de chevaux et le secteur du sport hippique, non sur l'enseignement en centre équestre. L'un de ses porte-parole, Loïc Caudal, affirme en avoir eu confirmation de la part de Bruxelles. De plus, le maintien d'un taux réduit serait en théorie possible si l'Europe reconnaît l'équitation française comme une exception culturelle.

### Communiqué du 22 novembre
Le 22 novembre, après plusieurs autres manifestations et opérations escargot menées par les cavaliers professionnels et amateurs dans toute la France, le ministre du Budget Bernard Cazeneuve affirme que le gouvernement « va se battre dans le cadre de la directive TVA pour réintroduire les centres équestres dans le dispositif de taux réduit »,. La ministre des sports Valérie Fourneyron parle d'« activer tous les leviers », et de « réviser cette directive (européenne) TVA ». Le ministre de l'Agriculture Stéphane Le Foll promet de se rendre à Bruxelles la semaine suivante, pour défendre la filière équestre française. Valérie Fourneyron estime en revanche qu'une révision de la directive européenne est impossible dans un délai si court, et que le gouvernement va devoir limiter l'impact de la hausse.

### Amendement au projet de loi de finances 2014 par le Sénat

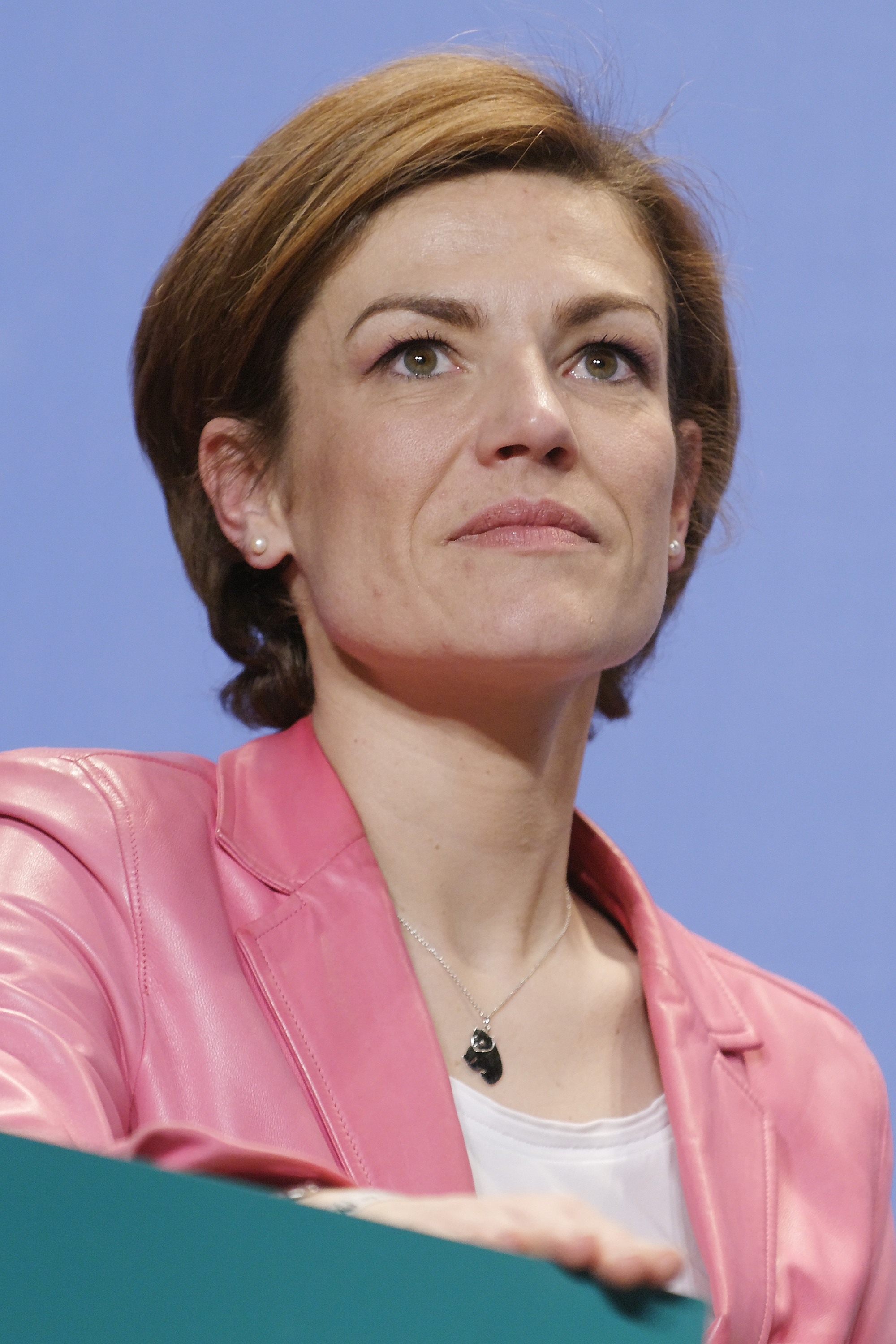
Chantal Jouanno (UMP) fait partie des personnalités politiques opposées à l'équitaxe.

Chantal Jouanno fait adopter par le Sénat un amendement au Projet de loi de finances 2014, qui rétablit le taux réduit de 5,5 % pour les « prestations de services correspondant exclusivement au droit d'utilisation des installations équestres utilisées à des fins d'activités physiques et sportives », durant la nuit du 23 novembre. S'il « risque de ne pas tenir devant l'Assemblée Nationale », il témoigne de « la force de frappe de cette filière, d'ordinaire discrète ». Après cette annonce, la mobilisation des cavaliers s'est renforcée, dans l'espoir que l'Assemblée nationale adoptera cet amendement.
Le 27 novembre 2013, les sénateurs de la section Cheval demandent une concertation avec le gouvernement, estimant que « l'impact de cette modification de la fiscalité sera catastrophique pour l'ensemble de la filière, qui représente près de 70 000 emplois », et que le gouvernement donne des raisons « insuffisantes » pour justifier cette hausse de TVA. Jacques Myard, le député maire (UMP) de Maisons-Laffitte, fait part à l'Assemblée nationale de la « situation catastrophique » dans laquelle le relèvement de la TVA risque de plonger la filière cheval, et des difficultés déjà rencontrées dans le secteur du sport hippique où de nombreux propriétaires cessent leur activité. Il demande l'application d'un moratoire en urgence. Valérie Fourneyron lui répond que le conflit remonte à 2007, et que depuis la condamnation de la France pour manquement, aucune solution pérenne n'a été trouvée par la filière pour continuer à maintenir le taux réduit des centres équestres. Le 29 novembre, le ministre de l'agriculture Stéphane Le Foll se déclare favorable à une TVA à 7 % pour les centres équestres.
Le 4 décembre 2013, l'amendement du Sénat est présenté à l'Assemblée nationale. Jacques Myard fait savoir que « jamais une augmentation aussi brutale de TVA n'a été appliquée sur ce pays ». Charles de Courson défend la possibilité d'une TVA réduite pour les propriétaires de chevaux à l'entraînement. L'amendement n'a toutefois pas été adopté.

### Différenciation par activités
Le 29 novembre, Stéphane Le Foll annonce sur BFM TV / RMC qu'un travail est en cours pour appliquer des taux de TVA en fonction du secteur équestre concerné, l'enseignement (les leçons d'équitation) pourrait se voir appliquer un taux différent de celui des prestations de pension et demi-pensions pour les chevaux. Pour cela, le gouvernement s'appuie sur la réglementation européenne précisant que l’accès aux installations sportives est éligible au taux réduit de TVA,,.
Le 2 décembre, les ministres Stéphane Le Foll (agriculture), Valérie Fourneyron (sport) et Bernard Cazeneuve (budget) font savoir durant un point presse que « le Gouvernement entend défendre activement la possibilité d’appliquer un taux de TVA réduit aux activités sportives équestres », à savoir 10 %, à partir du 1er janvier 2014 pour « certaines des activités proposées dans les centres équestres », rattachées au « droit d’utilisation d’installations sportives ». Pour cela, ils annoncent leur volonté d'écrire au commissaire européen à la fiscalité, M. Algirdas Šemeta. Harlem Désir confirme à son tour cet objectif sur BFM TV.

### Rencontre à Bruxelles
Après l'annonce de l'intention du gouvernement de défendre la filière équestre à Bruxelles, plusieurs manifestations anti-équitaxe sont annulées, notamment devant le Ministère de l'Économie et des Finances le 9 décembre, et le dimanche 15 décembre à Lille, où 2 000 personnes étaient attendues.
Le 13 décembre, une délégation composée de ministres, de syndiqués et de professionnels du monde équestre (GHN, FFE et Coordination rurale) se rend à Bruxelles pour négocier le taux de TVA applicable aux activités des centres équestres avec Kestutis Sadauskas, chef de cabinet d'Algirdas Šemeta. La Commission européenne répond que le taux de TVA ne sera pas re-négocié et s'applique de la même manière à tous les pays européens, évoquant la possibilité de débloquer des aides au développement rural. France Télévisions estime que les manifestants contre l'équitaxe sont « plutôt perdants », et que leurs revendications n'ont pas été entendues. Le gouvernement fait savoir qu'il reste « déterminé » à obtenir un taux de TVA réduit applicable aux centres équestres.

### Application et aménagements
Le 1er janvier 2014, la TVA applicable au secteur équestre passe au taux normal, comme prévu dans le décret du 13 novembre. Différents journalistes écrivent alors que les manifestations et les appels au gouvernement sont restés sans effets,,. Le 31 janvier, Bernard Cazeneuve signe une modification des taux de TVA du secteur équestre qui ré-introduit un taux réduit pour les prestations d'utilisation des structures sportives, comme proposé dans l'amendement voté précédemment par le Sénat. Il confirme l'application du taux réduit sur tous les contrats conclus en 2013. Les prises de chevaux en pension, le dressage et les ventes d'équidés, notamment, sont à taux plein. Edouard de Mareschal, pour Le Figaro, estime que le gouvernement a fait son possible pour épargner les centres équestres. D'après France Bleu, « Les cavaliers et les centres équestres ont fini par avoir la peau de l'équitaxe ».
Le 4 février 2014, Marie-Thérèse Sanchez-Schmid et Sophie Auconie rencontrent le commissaire européen Androulla Vassiliou pour faire reconnaître officiellement l'équitation parmi les activités sportives, ce qui permettrait de l'inclure à la directive TVA de 2014. L'objectif des institutions équestres françaises est désormais d'obtenir auprès de l'union européenne une fiscalité plus faible pour les activités équestres des 28 pays membres.

## Manifestations et opérations escargot

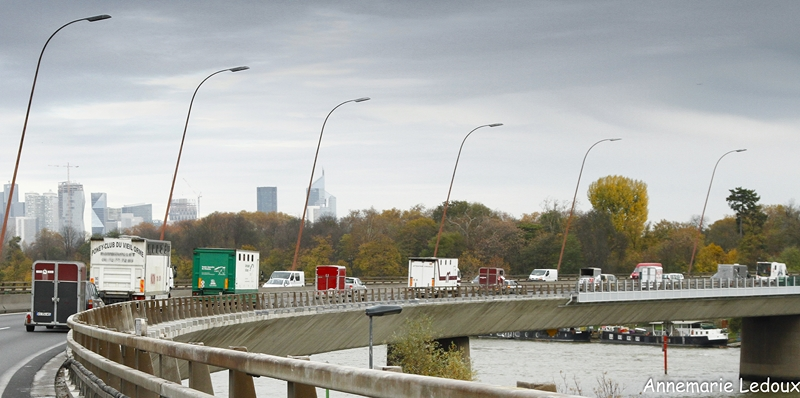
Camions de transport d'équidés lors des manifestations anti-équitaxe à Paris.

Le monde équestre manifeste dans son ensemble contre cette hausse de TVA à la fin de l'année 2013, un événement « peut-être inédit dans l'histoire de France »,.

### Organisation des manifestations
Peu après l'annonce de la suppression du taux réduit de TVA, des manifestations et opérations escargot sont organisées spontanément dans toute la France par de jeunes cavaliers et des dirigeants de centres équestres, avec des chevaux et des poneys, sans appel préalable à la manifestation de la part des organismes officiels (comme la Fédération française d'équitation). La principale revendication est de « laisser la filière vivre ». Le monde équestre est d'ordinaire discret, et la plupart de ces personnes manifestent pour la première fois à cette occasion. Toutes les générations sont présentes, avec une majorité de jeunes filles. Certains dirigeants de centres équestres en association loi de 1901, non concernés par la TVA qu'ils ne paient pas, soutiennent la filière équestre en organisant par exemple des pétitions. Les opérations témoignent d'une volonté de « rester respectueux et bien élevés » (d'après Cheval Magazine), mais certains dirigeants de centres équestres (notamment dans la plaine de la Lys) se disent prêts à la désobéissance civile. Les slogans évoquent la présidence de François Hollande (« Hollande, t'es foutu, les poneys sont dans la rue »), mais aussi l'affaire Findus (« TVA en plus, on finit chez Findus »).

### Novembre 2013

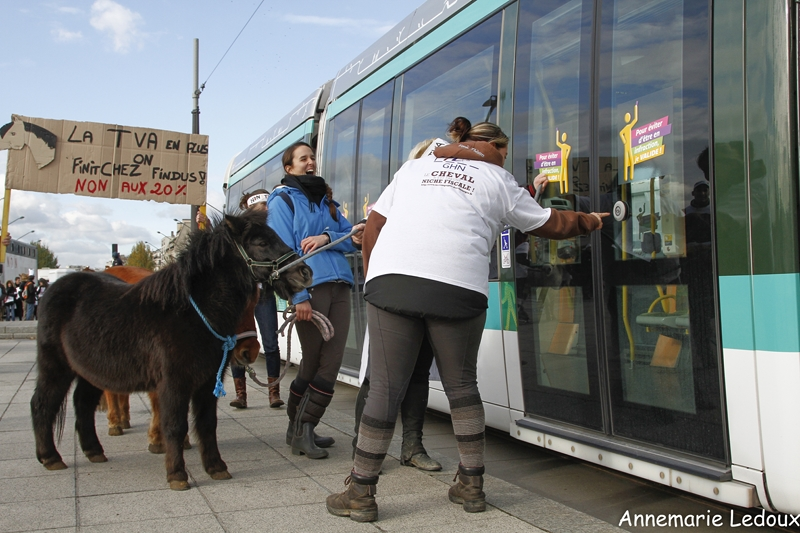
Manifestation anti-équitaxe le 19 novembre à Paris

Les premières manifestations ont lieu durant le week-end de la Toussaint, à Lyon, pendant le salon Equita'Lyon 2013. Suivent des mouvements à Fontainebleau et à Rouen le 6 novembre, qui rassemble 500 personnes et 130 poneys. À Nancy, le 7, 60 chevaux sont réunis sur la place Stanislas. Le même jour, à Metz, la manifestation frôle l'incident grave, avec un jet de gaz lacrymogène sur trois cavaliers et un poney. Le 8 novembre, 120 personnes dont 60 cavaliers défilent à Melun, et une trentaine de personnes à Meaux. La manifestation de Dijon, le 9, entraîne un autre incident : un ou deux poneys prennent le tramway avec leurs jeunes cavaliers,.
Une première manifestation parisienne est organisée le 11 novembre, 4 000 personnes et 200 poneys défilent. Les villes de Toulouse (600 cavaliers), Tarbes et Montpellier accueillent à leur tour des manifestations le 12,, 2 000 cavaliers se réunissent à Montpellier avec plus de 500 chevaux, créant un bouchon de 15 kilomètres sur l'A9. Le 14 novembre, une autre opération escargot bloque l'A6 et l'A10 jusqu'au boulevard périphérique à hauteur du cours de Vincennes : les manifestants y organisent des baptêmes de poney gratuits. Le 16 novembre, 300 personnes dont plusieurs cavaliers défilent dans les rues de Mâcon, et 400 à Strasbourg. Le même jour, des milliers de manifestants se mobilisent dans l'Ouest (Quimper, Brest, Rennes et Nantes), dont 2 000 personnes à Nantes avec 300 poneys, et 2 500 à Rennes où un flash mob est organisé pour l'occasion. Le lendemain, Caen voit défiler 1 000 à 1 500 personnes. Le 18 novembre, les cavaliers bloquent la route nationale 137 entre Rochefort et La Rochelle.
Laurent Cremaschi, gérant d'un centre équestre vosgien, créée une « croisade contre les taxes » en se rendant à cheval jusqu'à Paris le 4 novembre, pour interpeller le gouvernement. Il est accueilli le 19 novembre au haras de Jardy, avec un groupe de cavaliers manifestants. Le même jour, la manifestation de Périgueux attire 200 cavaliers.
Une manifestation nationale est organisée à Paris le 24 novembre, à l'appel des organismes officiels (FFE, FNC, GHN et FNSEA). Elle attire 5 000 personnes selon la préfecture de police, 15 000 selon les organisateurs, 20 000 (et 1 000 poneys) selon la Fédération française d'équitation. L'ancienne ministre (UMP) Chantal Jouanno, par ailleurs passionnée d'équitation, s'est jointe au mouvement. La mobilisation se poursuit durant le salon du cheval de Paris, et à Bordeaux le 29 novembre, avec 300 cavaliers. Le même jour, les cavaliers tentent de bloquer l'usine Chiesi de La Chaussée-Saint-Victor, où Arnaud Montebourg est en visite. Le 30, c'est au tour d'Angoulême d'accueillir une manifestation de près de 500 personnes.

### Décembre 2013

#### Manifestations sur l'Île de la Réunion
Sur l'île de La Réunion, où la TVA passerait de 2,2 à 8,5 %, la mobilisation s'organise début décembre, sous la houlette de La Horde réunionnaise, qui appelle à manifester à Saint-Denis. Les professionnels du cheval sur l'île craignent une perte de pratiquants et la mort de leur filière, accentuée par la réforme des rythmes scolaires qui a diminué leur clientèle, et la hausse du prix de l'alimentation équine. Les représentants des 37 clubs de l'île, qui pèsent 300 emplois, manifestent le 19 et organisent une double opération escargot, depuis L'Éperon et Saint-Benoit.

#### 1eret 2 décembre
Nice, le 1er décembre, voit défiler 600 personnes et 170 équidés. Pour l'occasion, le maire de la ville Christian Estrosi monte à cheval avec les manifestants. Le lendemain, l'opération escargot menée en région parisienne à l'occasion de l'ouverture du salon du cheval de Paris perturbe le boulevard périphérique, sans toutefois le bloquer, avec quarante kilomètres de ralentissements sur trois secteurs vers Paris. La mobilisation s'est révélée plus forte que celle des routiers contre l'écotaxe le même jour,,, avec 120 camions. D'après le porte-parole du collectif L'équitation en péril, la mobilisation se renforce. Une autre opération escargot est menée le même jour dans la Drôme, l'Ardèche, et la Haute-Savoie à hauteur d'Annemasse. Face à ce mouvement, les ministres Bernard Cazeneuve, Stéphane Le Foll et Valérie Fourneyron organisent un point presse en urgence le soir du 2 décembre, pour rappeler « leur mobilisation en faveur de la filière équestre ».

#### Du 3 au 19 décembre
Le 3, la manifestation de Strasbourg n'attire qu'une quinzaine de véhicules et une délégation de treize professionnels. Le 5, des manifestants déposent du fumier devant la sous-préfecture de Gex, dans l'Ain. Le 8, plusieurs milliers de manifestants se réunissent à Orléans : 2 000 selon la police et 5 000 selon les organisateurs, avec 1 500 poneys.
Le 9, les manifestants de Pau, sous la houlette de la Horde, tentent de rencontrer la maire Martine Lignières-Cassou et le préfet. Le 11, c'est au tour de Grenoble d'accueillir une manifestation : 500 personnes et 57 chevaux selon la police, entre 700 et 1000 selon les journalistes du Dauphiné Libéré. Une manifestation a lieu dans les rues d'Annecy le mercredi 11 décembre. Ce même jour, une opération escargot sur la voie rapide de Chambéry occasionne 7 km de bouchons entre 8 et 10 heures. À Saint-Étienne le même jour, 200 manifestants défilent. Le 12, 200 autres personnes se réunissent à Divonne-les-Bains avec une trentaine d'équidés. Le 15, 600 cavaliers manifestent à Limoges,.
le 19 décembre, le porte-parole du collectif « l'Équitation en péril » Pascal Mulet-Querner, et le président de la Fédération française d'équitation Serge Lecomte se rendent en calèche à l'Élysée pour y remettre une pétition, une lettre, ainsi qu'une partie des 50 000 lettres des visiteurs du salon du cheval de Paris qui ont réagi à la hausse de la TVA. Pour la venue de la ministre des sports Valérie Fourneyron en Moselle, une opération escargot a lieu sur l'autoroute près de Metz.

#### Après le 20 décembre
Dans le cadre de l'opération « crottin pour tous » (réaction à la déclaration de François Hollande citée dans Le Canard enchaîné du 3 décembre, assimilant les manifestants contre l’ « équitaxe » à la « droite indécrottable »), 20 tonnes de fumier de cheval sont déposées devant le Trésor Public à Bellegarde-sur-Valserine, dans l'Ain, le 20 décembre. Le même jour, des professionnels de l'équitation attachent leurs chevaux aux grilles de la préfecture de Chambéry, faisant savoir qu'ils les y laisseront « faute de moyens de les entretenir ». Le 21 décembre, c'est autour de Dijon que les manifestants mènent des opérations escargot à l'abord des centres commerciaux.
Le 23 décembre, une manifestation européenne est organisée dans plusieurs villes avec 500 camions au départ, notamment à Bruxelles, Luxembourg, Stuttgart, Turin, Barcelone et La Haye. Elle voit défiler 60 cavaliers à Ajaccio et seulement une centaine au Mont-Saint-Michel, probablement en raison des intempéries. À Paris et à Nantes, des lâchers de ballons sont organisés pendant ces manifestations. À Strasbourg, une cinquantaine de véhicules amènent les manifestants.
Le 25 décembre, jour de Noël, 5 poneys sont attachés aux grilles de la préfecture de Chambéry. Dans le cadre de l'opération « crottins pour tous », une centaine de litres de crottin de cheval sont déposés devant le centre des impôts de Domfront dans la nuit du 26 décembre, faisant suite à des opérations similaires dans tout le pays.

### Janvier 2014
Les manifestations contre l'équitaxe se raréfient en janvier 2014. Les responsables des centres équestres de Rhône-Alpes sont reçus par les élus lors des vœux 2014 du conseil régional de Lyon, le 10 janvier. Le 13 janvier, un barrage filtrant est mis en place par des manifestants à Rochefort, avec distribution de tracts. Le jeudi 16 janvier, un gérant de centre équestre déjà connu pour des actions anti-équitaxe déverse 15 tonnes de fumier devant l'Assemblée nationale. Quelques anti-équitaxe se joignent à la manifestation du « Jour de colère » le 26 janvier, à Paris.

## Réactions
L'« équitaxe » suscite des réactions des institutions équestres françaises, des personnalités politiques (majoritairement dans l'opposition), des députés européens, de cavaliers et d'autres personnalités. La France agricole réalise un sondage le 15 novembre, montrant que 60 % des internautes consultant leur site ne comprennent pas ce relèvement de la TVA, contre 36 % qui le comprennent.

### Institutions équestres et professionnels de l'équitation

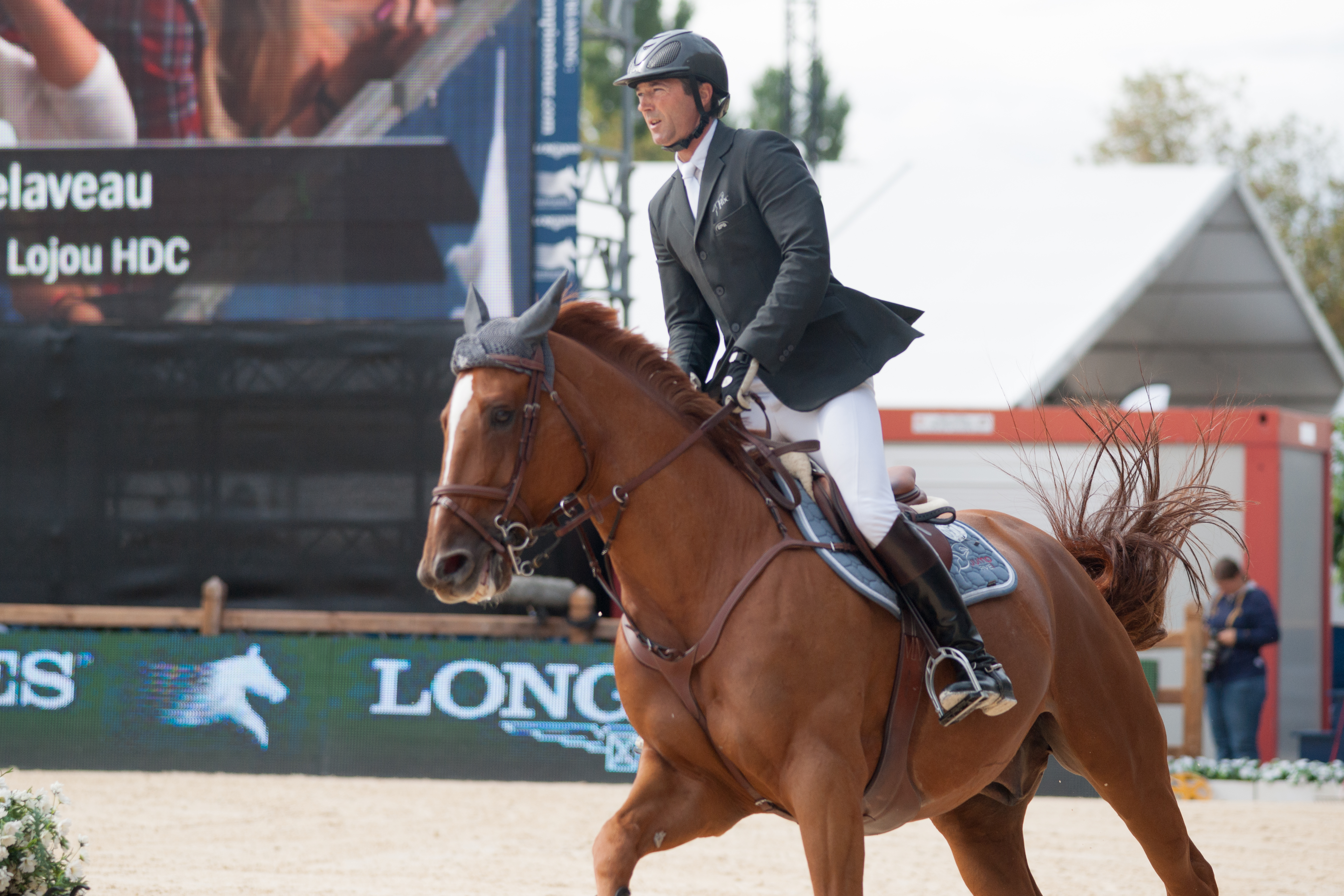
Le cavalier Patrice Delaveau a affiché publiquement son opposition à l'équitaxe.

La création du « fonds cheval » a été « fraîchement accueillie » par les professionnels, qui parlent d'« usine à gaz ». Certains cavaliers professionnels affichent publiquement leur opposition à l'équitaxe. Patrice Delaveau arbore un brassard de soutien à Equita'Lyon 2013, et Hervé Godignon, qui a cofondé le mouvement des indignés de la politique fédérale, a défilé à Paris le 11 novembre. Interrogé par RTL le 22 novembre, le cavalier Pierre Durand estime que le mouvement de manifestations est légitime et « digne ». Véronique Oury, directrice du salon du cheval de Paris, annonce publiquement son soutien au mouvement.
Serge Lecomte, président de la FFE, estime que son secteur est une « victime collatérale » d'une mesure européenne qui visait essentiellement les paris hippiques. Il a d'abord dénoncé la création du « fonds cheval » comme étant une « mesure gadget ». Toutefois, dans une interview donnée sur Equidia la veille de la rencontre à Bruxelles, il a remercié « le soutien sans failles des classes politiques et du gouvernement ». Henry Moreigne, pour Le Monde, pense cependant que l'origine de la crise du monde équestre français provient de « la responsabilité et l'incompétence des dirigeants de la FFE plus préoccupés par leurs propres intérêts que ceux de leurs licenciés », et de l'existence de conflits d’intérêts en raison de « l'absence de démocratie au sein de la FFE », ce qui entraîne un manque de crédibilité pour toute la filière.
« La Horde Française », un mouvement d'opposition à l'équitaxe créé par Bérengère d'Espeuilles,, s'est organisée en délégations régionales. Ainsi Ludovic Roy, propriétaire du Haras de Boisemont, s'est mis à la tête de la Horde normande qui a mis en place, notamment, la manifestation de Rouen. Elle est à l'origine de nombreuses manifestations en province et sur l'île de La Réunion.
Le collectif l’« Équitation en péril » a pour porte-parole Pascal Mulet-Querner. Il fédère la Fédération française d'équitation (FFE), le Groupement hippique national (GHN), la Fédération nationale du cheval (FNC), et la Chambre syndicale du commerce des chevaux de France (CSCCF). Ses représentants estiment que la hausse de la TVA sur toutes les activités équestres aurait été décidée par le gouvernement de François Hollande sans qu'il n'y ait de pressions européennes. Pascal Mulet-Querner voit dans les centres équestres « les derniers lieux de vie dans les campagnes », et dit que le Président de la République peut aller jusqu'à la procédure de manquement sur manquement avec l'Europe, puis utiliser les 20 millions d'euros du fonds cheval pour payer l'amende.
Le Groupement hippique national a fait savoir dans un communiqué que « l'administration des finances ment au gouvernement qui fait ensuite de même devant le Parlement, la filière équestre et des millions de Français », dénonçant « la langue de bois et la possibilité de garder un taux réduit dans les centres équestres, de l'avis même de la commission européenne ». La coordination rurale dénonce pour sa part un « simulacre de concertation » entre le gouvernement et les représentants de la filière équestre : le décret d’application supprimant le taux réduit est daté du même jour que la concertation, le 12 novembre, ce qui signifie que « le ministre du Budget l’avait déjà dans la poche lorsqu’il faisait semblant d'écouter les représentants de la filière ».

### Personnalités politiques françaises

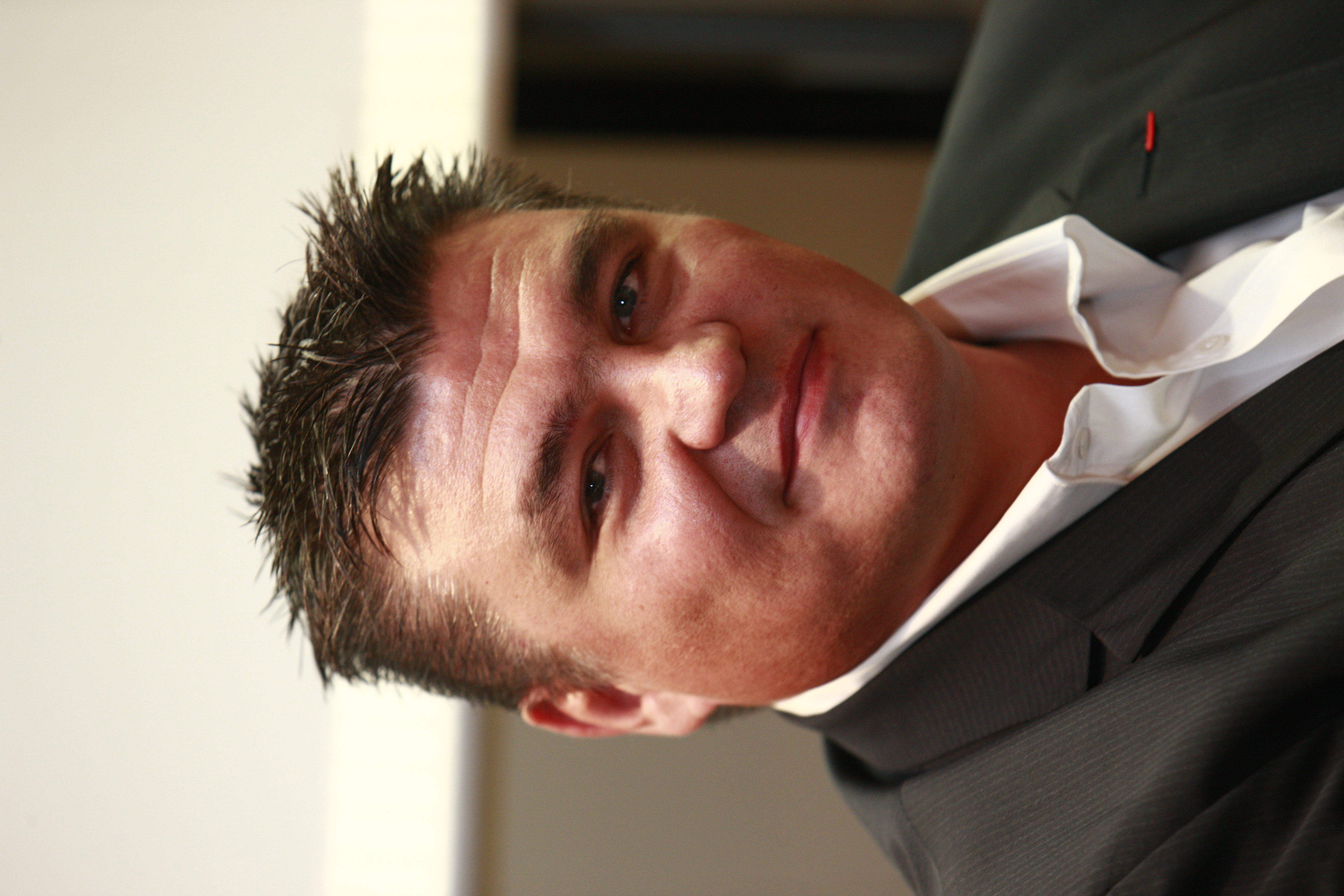
David Douillet (UMP) s'oppose à l'équitaxe dès le 14 novembre 2013.

Les politiques de l'opposition n'ont pas manqué de s'exprimer. David Douillet, ancien ministre des Sports sous un gouvernement François Fillon et député UMP, écrit à François Hollande le 14 novembre pour signaler que les 6 000 emplois et les 80 000 chevaux condamnés représentent « le plus grand plan social de France, qui se met en place sous nos yeux »,. Marine Le Pen juge que cette hausse de la TVA est une « décision inacceptable » pour les centres équestres, et qu'« il faut savoir dire non aux injonctions de l'Union Européenne ». Nicolas Dupont-Aignan s'oppose lui aussi à l'aspect européen de cette « équitaxe ». Interrogé sur France 5 le 27 novembre, François Bayrou parle d'une condamnation à mort de la filière, et dit soutenir la démarche des centres équestres, ajoutant qu'« il est honteux que l'équitation soit un sport de riches, car le cheval est formidablement éducatif, y compris pour de jeunes handicapés ».
Le président du Front de gauche Pascal Savoldelli signale « l’absence de demande officielle de la Commission européenne » et « l'absence de procédure pour manquement sur manquement », soutenant que la hausse de la TVA est une « mesure préventive prise par anticipation », qui ne se justifie
pas. Le Parti communiste français annonce soutenir l'action des clubs équestres le 2 décembre. Jean-Luc Mélenchon évoque le 4 décembre l'existence d'un taux réduit pour l'utilisation d'installations sportives à l'échelle européenne.
Certains élus ont fait part de leurs inquiétudes face à cette TVA dans les régions où le secteur équestre est très présent. Le président du conseil général du Calvados Jean-Léonce Dupont (UDI-UC) a écrit au premier ministre Jean-Marc Ayrault pour demander le maintien urgent du taux de TVA réduit, ajoutant que « 4 400 emplois directs » en dépendent dans son département, qui accueillera les Jeux équestres mondiaux de 2014. La maire de Pau Martine Lignières-Cassou (PS) a également demandé au gouvernement de revenir sur cette décision, arguant que la filière équestre paloise emploie 800 personnes. Le sénateur de Côte d'Or Alain Houpert (UMP) a adressé la même demande à Bernard Cazeneuve. Le 3 décembre, l'élu UMP de la Thiérache Frédéric Meura parle d'un coup dur pour les 1 500 entreprises, 5 000 salariés et 26 000 licenciés d'équitation de la région Picardie, qui génèrent ensemble plus de 145 millions d'euros de chiffre d'affaires annuel, « ce qui fait de la Picardie la première région équestre en France ». L'Association des maires de France signale aussi l'inquiétude du milieu équestre au premier ministre Jean-Marc Ayrault. À la suite d'une rencontre avec des professionnels de la filière équestre en Bretagne le 7 décembre, l'élu PS Pierrick Massiot envoie une lettre à Stéphane Le Foll pour faire part des risques pesant sur cette filière « très présente ».
D'après le collectif L'équitation en péril, à la date du 3 décembre, les députés communistes, les verts et quelques socialistes se sont rangés du côté des manifestants contre l'équitaxe. Le même jour, des propos du chef de l'État François Hollande sont repris par Le Canard enchaîné. En marge d'un meeting du PS, il aurait dit des manifestants contre l'équitaxe : « C'est la même clientèle que celle qui manifestait contre le mariage pour tous. C'est la droite indécrottable. Tout cela n'est que manipulation. »,. Cette déclaration a fait polémique, et entraîné en représailles l'opération « crottins pour tous ».

### Députés européens
La responsabilité de l'Union européenne étant discutée, plusieurs députés européens estiment que la décision de relever le taux de TVA a été prise par anticipation par le gouvernement français. Philippe Boulland dénonce « l'usage, comme toujours aisé, de l’Europe comme bouc-émissaire » et la député Agnès Le Brun y voit un « excès de zèle » du gouvernement français. Gilbert Collard dénonce quant à lui l'interprétation gouvernementale de l'injonction de l'UE, et cette mesure appliquée à un secteur « qui génère 900 millions d'euros de chiffre d'affaires » et « créé des emplois » tout en étant « très peu subventionné ». D'après Franck Proust, « cette décision [d'augmenter la TVA] est une mesure préventive, qui ne repose sur aucune obligation ».
Rachida Dati s'étonne de cette volonté de taxer davantage une filière non délocalisable, qui ne créée pas de concurrence sur le marché européen, et regrette que cela apparaisse comme une ingérence inutile de Bruxelles, qui alimente un sentiment d'euroscepticisme.

### Personnalités publiques

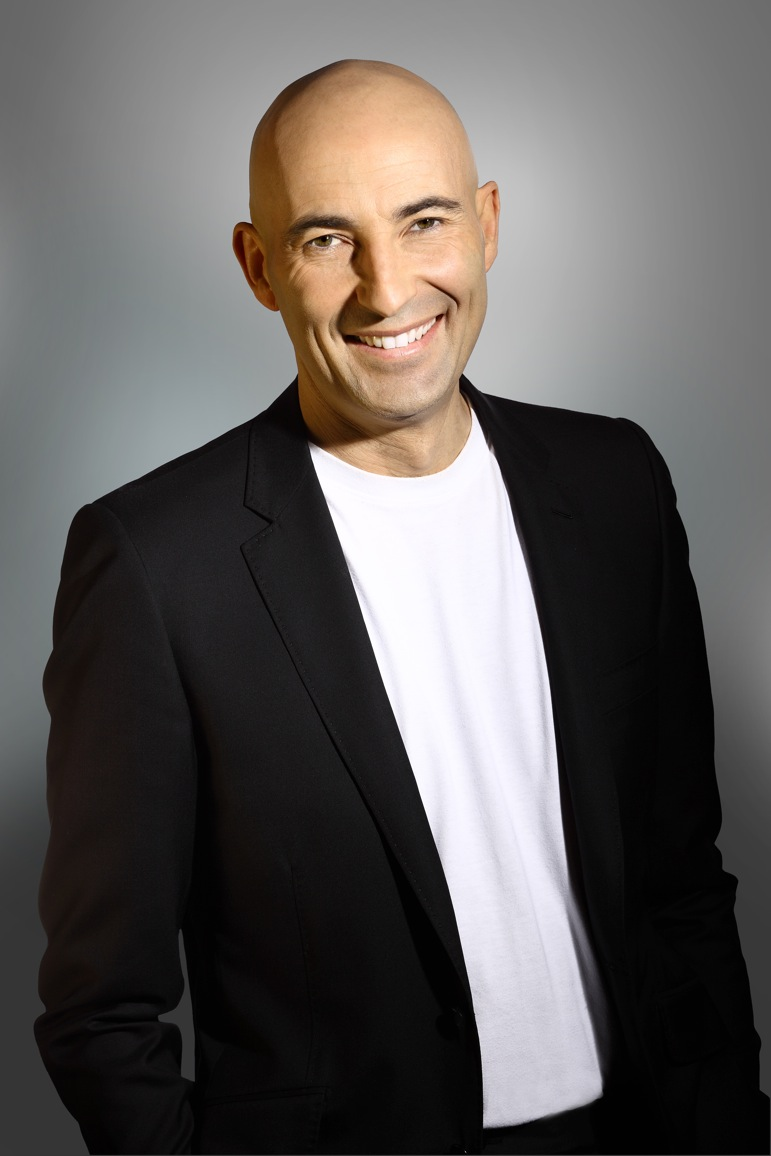
Nicolas Canteloup a réalisé plusieurs actions anti-équitaxe, notamment au Salon du cheval de Paris.

L'humoriste Nicolas Canteloup, par ailleurs ancien moniteur de centre équestre, a multiplié les évocations aux manifestations contre l'équitaxe dans sa « revue de presque » le 14 novembre, sur Europe 1. Il refait parler de lui lors des Gucci Masters organisés au Salon du cheval le 8 décembre, en arrivant sur la piste du célèbre concours de saut d'obstacles déguisé et coiffé d'un bonnet rouge, pour parler des difficultés rencontrées dans le secteur équestre en France. Jean Rochefort, comédien et éleveur de chevaux, appelle à examiner l'aspect humain du problème en raison de la menace de mort pesant sur 80 000 chevaux, tout autant que l'aspect économique.
Brigitte Bardot dénonce dans un communiqué paru le 14 novembre « le gouvernement français, valet de directives européennes scandaleusement injustes et inhumaines, qui surtaxent l'activité des centres équestres tout en faisant bénéficier les maquignons d'une TVA réduite pour envoyer les chevaux à l'abattoir »,.

### Critiques de l'aspect corporatiste et du lobbying

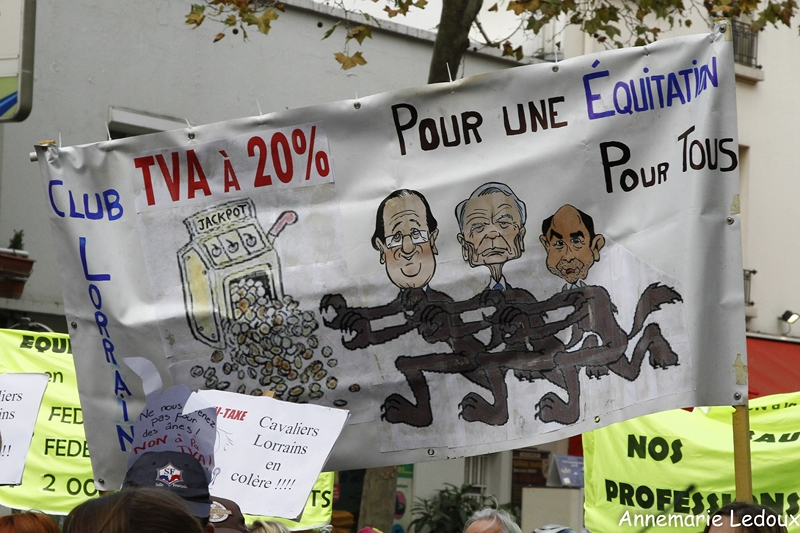
Bannière anti-équitaxe lors de la manifestation du 19 novembre 2013 à Paris.

Plusieurs critiques dénoncent l'aspect corporatiste des manifestations et le lobbying mené par les professionnels du monde du cheval. Dans un article des Échos, Leïla de Comarmond met en garde contre le danger représenté par ce mouvement, chacun protestant contre « sa » taxe pendant une période financière difficile. Elle ajoute que les professionnels qui manifestent oublient la manne financière publique dont bénéficient leurs activités. Dans son blog du Figaro, le spécialiste sportif Frank Pons dénonce le lobbying « efficace » effectué par les professionnels du monde du cheval pour balayer les contraintes réglementaires susceptibles « de freiner ou limiter leur développement ». Ainsi, il précise que, non contents d'avoir obtenu une instruction fiscale du parlement français, les lobbyistes du secteur équestre tentent de faire intégrer l'équitation dans la prochaine directive TVA européenne.
L'Union Patronale Fitness Bien être et Santé (UFBS) a dénoncé la situation privilégiée des associations sportives et des centres équestres qu'elle associe à des niches fiscales, face aux entreprises des loisirs actifs hors compétition (du type balade en traîneau à chien, descentes de rivières en canoë, voile, randonnée et karting), qui sont soumises à une TVA normale.
Le mouvement Végan, opposé à l'exploitation animale, dénonce le risque d'abattage de chevaux mais aussi la nature commerciale des centres équestres, pour qui « seul le profit est recherché, car si un cheval n’est pas rentable, on le tue tout simplement ». Il épingle la déclaration d'un éleveur, Xavier Lerond, qui pour alléger les taxes de sa filière « tend la menace d’abattre 80 000 chevaux ».

## Conséquences sur la filière équine
Les conséquences de l'application de l'équitaxe ont dans un premier temps été anticipées, dans l'hypothèse où un taux de TVA généralisé à 20 % aurait été appliqué.

### Conséquences anticipées
Le taux de TVA généralisé à 20 %, selon la Fédération nationale du cheval (FNC), le Groupement hippique national (GHN) et la Fédération française d'équitation (FFE), aurait mis en péril 2 000 centres équestres et 6 000 emplois salariés, et menacé 80 000 à 100 000 chevaux de finir à l'abattoir,,. Serge Lecomte, président de la FFE, précise que l'augmentation des frais de pension des chevaux pénalise les pratiquants les plus modestes (ceux qui montent en centre équestre et ont leur cheval en pension ou demi-pension) en épargnant les plus riches, qui ont les moyens de garder leurs chevaux chez eux. Le GHN ajoute que cela mettra un terme au mouvement de démocratisation de l'équitation, en rendant ce sport à nouveau inaccessible à une partie de la population. Le coût pour les entreprises concernées est estimé à environ 100 millions d'euros. Le fonds cheval, qui serait abondé de 20 millions d'euros, ne suffirait pas à le compenser.
En plus des difficultés posées par la hausse de la TVA, les professionnels des centres équestres font savoir que la réforme des rythmes scolaires les pénalise, car 30 à 40 % de leur activité a lieu le mercredi matin. Cela représente environ 20 % d'inscriptions en moins.

### Conséquences réelles
Les professionnels du secteur équestre « balancent entre le flou et l'attentisme » pendant une bonne partie du mois de janvier. Après le relèvement provisoire du taux de TVA, le centre équestre de Villeveyrac, dans l'Hérault, ferme en raison de la nécessité d'augmenter le prix de l'heure d'équitation de 13 à 20 €, selon sa responsable. Toutefois, cette hausse est bien supérieure à celle du taux de TVA. En Limousin, certains professionnels choisissent de ne pas augmenter leurs tarifs malgré leurs marges faibles.
Grâce à l'instruction fiscale publiée le 31 janvier, la TVA globale supportée par le secteur équestre est estimée aux alentours de 10 %, au lieu des 20 % initialement prévus : les prestations des centres équestres ont été divisées entre l'accès aux installations sportives, les pensions ou demi-pensions de chevaux et l'enseignement. Selon les journalistes de France Bleu, « on ne peut plus parler d'équitaxe » et le prix de certaines prestations pourrait même baisser. Cependant, cette décision complique la comptabilité des établissements concernés.
D'après certains professionnels du secteur, cinq mois après, les prix de leurs cours et des stages ont légèrement augmenté. Un an après les manifestations, le secteur équestre affiche une baisse du nombre de licenciés. Selon Serge Lecomte, interrogé en novembre 2014, le secteur équestre est « en survie », mais il exclut d'organiser d'autres manifestations. Les statistiques économiques de la filière se révèlent assez mauvaises, avec une baisse de l'élevage, une diminution des licenciés et du nombre de clients des centres équestres français. Les conséquences directes sont une multiplication des abandons de chevaux, et l'envoi plus fréquent de ces animaux à l'abattoir,. Au 1er janvier 2015, la situation se fragilise davantage car les taux réduits ne peuvent plus du tout s'appliquer aux prestations de pension et d'enseignement. Le secteur équestre et hippique français est désormais beaucoup moins avantageux, en matière de fiscalité, qu'en Irlande, où la législation permet de contourner les règles fiscales européennes sur l'élevage des chevaux de course, faisant qualifier ce pays de « paradis fiscal pour chevaux ».
En septembre 2019, les éleveurs professionnels de chevaux appellent à ne plus payer la TVA, en raison de la concurrence avec les éleveurs amateurs, qui vendent leurs chevaux 20 % moins cher.